# Automobiles Martini
Martini var ett franskt racingstall som grundades i slutet av 1960-talet av Renato "Tico" Martini. Stallet tävlade i formel 3 och Formel Renault och vann i den senare klassen 200 av 280 lopp under 1970-talet.
Framgångarna i formel 3 var från början inte lika stora, men 1973 vann Jacques Laffite det franska formel 3-mästerskapet i en Martini-Ford. Stallet tog sedan ett tiotal mästerskap ytterligare med förare som Alain Prost, Philippe Streiff, Olivier Grouillard, Ivan Capelli, Pierre-Henri Raphanel och Yannick Dalmas.
Efter att formel 3 lagts ner i Frankrike började Martini istället tävla i formel 2 och förarna Jacques Laffite och René Arnoux vann det europeiska mästerskapet 1975 respektive 1977.
1978 debuterade Martini formel 1 med Arnoux som förare men bilen MK23 var inte konkurrenskraftig. Stallet debuterade i Sydafrika men kvalade inte in, vilket man misslyckades med i ytterligare två tävlingar. Arnoux kom som bäst nia i Belgien och Österrike. Martini förlorade sina sponsorer, bland andra alkoholdryckföretaget Martini & Rossi, och tvingades att efter loppet i Nederländerna lämna F1.
Martini återvände till formel 3 där Prost gjorde succé i det europeiska mästerskapet 1979, i vilket han vann sju av elva lopp. Stallet återvände sedan till formel 2 där man tävlade 1983-1984. Den sista säsongen kom Michel Ferte tvåa i det europeiska mästerskapet, trots att han inte vann något race.
Därefter började Martini tillverka Formel Renault-chassin. Företaget blev framgångsrikt och det såldes till Guy Ligier 2004.